# Mixeddubbel i badminton vid olympiska sommarspelen 2016
Mixeddubbel i badminton vid olympiska sommarspelen 2016 spelades mellan 11 och 17 augusti i Riocentro – Pavilion 4. Den 21 juli avgjordes seedningen.

## Medaljörer
| Event       | Guld                                     | Silver                                | Brons                       |
| Mixeddubbel | Tontowi Ahmad, Lilyana Natsir Indonesien | Chan Peng Soon, Goh Liu Ying Malaysia | Zhang Nan, Zhao Yunlei Kina |

## Resultat

### Gruppspel

#### Grupp A
| Lag                                  | Pld | W | L | SW | SL | Pts |
| ------------------------------------ | --- | - | - | -- | -- | --- |
| Zhang Nan / Zhao Yunlei (CHN)        | 3   | 3 | 0 | 6  | 0  | 3   |
| Praveen Jordan / Debby Susanto (INA) | 3   | 2 | 1 | 4  | 3  | 2   |
| Lee Chun Hei / Chau Hoi Wah (HKG)    | 3   | 1 | 2 | 3  | 4  | 1   |
| Michael Fuchs / Birgit Michels (GER) | 3   | 0 | 3 | 0  | 6  | 0   |

| Lag 1                      | Resultat         | Lag 2                      |
| 11 augusti, 8:00           | 11 augusti, 8:00 | 11 augusti, 8:00           |
| -------------------------- | ---------------- | -------------------------- |
| Zhang N / Zhao YL (CHN)    | 21–19 21–16      | M Fuchs / B Michels (GER)  |
| 11 augusti, 10:45          |                  |                            |
| P Jordan / D Susanto (INA) | 21–12 19–21 –15  | Lee C H / Chau H W (HKG)   |
| 12 augusti, 8:00           |                  |                            |
| Zhang N / Zhao YL (CHN)    | 21–16 21–15      | Lee C H / Chau H W (HKG)   |
| 12 augusti, 9:35           |                  |                            |
| P Jordan / D Susanto (INA) | 21–16 21–15      | M Fuchs / B Michels (GER)  |
| 13 augusti, 16:40          |                  |                            |
| Zhang N / Zhao YL (CHN)    | 21–11 21–18      | P Jordan / D Susanto (INA) |
| 13 augusti, 16:40          |                  |                            |
| Lee C H / Chau H W (HKG)   | 21–17 21–14      | M Fuchs / B Michels (GER)  |

#### Grupp B
| Lag                                                 | Pld | W | L | SW | SL | Pts |
| --------------------------------------------------- | --- | - | - | -- | -- | --- |
| Robert Mateusiak / Nadieżda Zięba (POL)             | 3   | 2 | 1 | 4  | 4  | 2   |
| Xu Chen / Ma Jin (CHN)                              | 3   | 2 | 1 | 5  | 4  | 2   |
| Chris Adcock / Gabrielle Adcock (GBR)               | 3   | 1 | 2 | 4  | 5  | 1   |
| Joachim Fischer Nielsen / Christinna Pedersen (DEN) | 3   | 1 | 2 | 4  | 4  | 1   |

| Lag 1                          | Resultat          | Lag 2                       |
| 11 augusti, 16:40              | 11 augusti, 16:40 | 11 augusti, 16:40           |
| ------------------------------ | ----------------- | --------------------------- |
| Xu C / Ma J (CHN)              | 13–21 22–20 21–15 | C Adcock / G Adcock (GBR)   |
| 11 augusti, 16:40              |                   |                             |
| J F Nielsen / C Pedersen (DEN) | 21–18 23–21       | R Mateusiak / N Zięba (POL) |
| 12 augusti, 8:25               |                   |                             |
| Xu C / Ma J (CHN)              | 21–13 9–21 19–21  | R Mateusiak / N Zięba (POL) |
| 12 augusti, 9:35               |                   |                             |
| J F Nielsen / C Pedersen (DEN) | 19–21 24–22 17–21 | C Adcock / G Adcock (GBR)   |
| 13 augusti, 8:25               |                   |                             |
| J F Nielsen / C Pedersen (DEN) | 24–22 14–21 16–21 | Xu C / Ma J (CHN)           |
| 13 augusti, 10:45              |                   |                             |
| C Adcock / G Adcock (GBR)      | 21–18 25–27 9–21  | R Mateusiak / N Zięba (POL) |

#### Grupp C
| Lag                                     | Pld | W | L | SW | SL | Pts |
| --------------------------------------- | --- | - | - | -- | -- | --- |
| Tontowi Ahmad / Liliyana Natsir (INA)   | 3   | 3 | 0 | 6  | 0  | 3   |
| Chan Peng Soon / Goh Liu Ying (MAS)     | 3   | 2 | 1 | 4  | 2  | 2   |
| Bodin Issara / Savitree Amitrapai (THA) | 3   | 1 | 2 | 2  | 4  | 1   |
| Robin Middleton / Leanne Choo (AUS)     | 3   | 0 | 3 | 0  | 6  | 0   |

| Lag 1                        | Resultat          | Lag 2                        |
| 11 augusti, 15:30            | 11 augusti, 15:30 | 11 augusti, 15:30            |
| ---------------------------- | ----------------- | ---------------------------- |
| T Ahmad / L Natsir (INA)     | 21–7 21–8         | R Middleton / L Choo (AUS)   |
| 11 augusti, 16:40            |                   |                              |
| Chan P S / Goh L Y (MAS)     | 21–13 21–19       | B Issara / S Amitrapai (THA) |
| 12 augusti, 11:55            |                   |                              |
| T Ahmad / L Natsir (INA)     | 21–11 21–13       | B Issara / S Amitrapai (THA) |
| 12 augusti, 15:55            |                   |                              |
| Chan P S / Goh L Y (MAS)     | 21–17 21–15       | R Middleton / L Choo (AUS)   |
| 13 augusti, 10:10            |                   |                              |
| T Ahmad / L Natsir (INA)     | 21–15 21–11       | Chan P S / Goh L Y (MAS)     |
| 13 augusti, 21:05            |                   |                              |
| B Issara / S Amitrapai (THA) | 21–13 21–18       | R Middleton / L Choo (AUS)   |

#### Grupp D
| Lag                                 | Pld | W | L | SW | SL | Pts |
| ----------------------------------- | --- | - | - | -- | -- | --- |
| Ko Sung-hyun / Kim Ha-na (KOR)      | 3   | 3 | 0 | 6  | 0  | 3   |
| Kenta Kazuno / Ayane Kurihara (JPN) | 3   | 2 | 1 | 4  | 2  | 2   |
| Jacco Arends / Selena Piek (NED)    | 3   | 1 | 2 | 2  | 4  | 1   |
| Phillip Chew / Jamie Subandhi (USA) | 3   | 0 | 3 | 0  | 6  | 0   |

| Lag 1                       | Resultat         | Lag 2                       |
| 11 augusti, 9:00            | 11 augusti, 9:00 | 11 augusti, 9:00            |
| --------------------------- | ---------------- | --------------------------- |
| K Kazuno / A Kurihara (JPN) | 21–14 21–19      | J Arends / S Piek (NED)     |
| 11 augusti, 9:35            |                  |                             |
| Ko S-h / Kim H-n (KOR)      | 21–10 21–12      | P Chew / J Subandhi (USA)   |
| 12 augusti, 15:30           |                  |                             |
| K Kazuno / A Kurihara (JPN) | 21–6 21–12       | P Chew / J Subandhi (USA)   |
| 12 augusti, 16:40           |                  |                             |
| Ko S-h / Kim H-n (KOR)      | 21–10 21–10      | J Arends / S Piek (NED)     |
| 13 augusti, 9:00            |                  |                             |
| Ko S-h / Kim H-n (KOR)      | 25–23 21–17      | K Kazuno / A Kurihara (JPN) |
| 13 augusti, 15:55           |                  |                             |
| J Arends / S Piek (NED)     | 21–15 21–19      | P Chew / J Subandhi (USA)   |

### Slutspel
|  | Kvartsfinaler | Kvartsfinaler                               | Kvartsfinaler                             | Kvartsfinaler                           | Kvartsfinaler |                                           |                                         | Semifinaler | Semifinaler | Semifinaler | Semifinaler | Semifinaler |            |  | Final | Final                                     | Final | Final | Final | Final | Final |
|  |               |                                             |                                           |                                         |               |                                           |                                         |             |             |             |             |             |            |  |       |                                           |       |       |       |       |       |
|  | A1            | Zhang Nan (CHN) Zhao Yunlei (CHN)           | 21                                        | 21                                      |               |                                           |                                         |             |             |             |             |             |            |  |       |                                           |       |       |       |       |       |
|  | D2            | Kenta Kazuno (JPN) Ayane Kurihara (JPN)     | 14                                        | 12                                      |               |                                           |                                         |             |             |             |             |             |            |  |       |                                           |       |       |       |       |       |
|  | D2            | Kenta Kazuno (JPN) Ayane Kurihara (JPN)     | 14                                        | 12                                      |               | A1                                        | Zhang Nan (CHN) Zhao Yunlei (CHN)       | 16          | 15          |             |             |             |            |  |       |                                           |       |       |       |       |       |
|  |               |                                             |                                           |                                         |               | A1                                        | Zhang Nan (CHN) Zhao Yunlei (CHN)       | 16          | 15          |             |             |             |            |  |       |                                           |       |       |       |       |       |
|  |               | C1                                          | Tontowi Ahmad (INA) Liliyana Natsir (INA) | 21                                      | 21            |                                           |                                         |             |             |             |             |             |            |  |       |                                           |       |       |       |       |       |
|  | C1            | C1                                          | Tontowi Ahmad (INA) Liliyana Natsir (INA) | 21                                      | 21            | Tontowi Ahmad (INA) Liliyana Natsir (INA) | 21                                      | 21          |             |             |             |             |            |  |       |                                           |       |       |       |       |       |
|  | C1            |                                             |                                           |                                         |               | Tontowi Ahmad (INA) Liliyana Natsir (INA) | 21                                      | 21          |             |             |             |             |            |  |       |                                           |       |       |       |       |       |
|  | A2            | Praveen Jordan (INA) Debby Susanto (INA)    | 16                                        | 11                                      |               |                                           |                                         |             |             |             |             |             |            |  |       |                                           |       |       |       |       |       |
|  |               |                                             |                                           |                                         |               |                                           |                                         |             |             |             |             |             |            |  | C1    | Tontowi Ahmad (INA) Liliyana Natsir (INA) | 21    | 21    |       |       |       |
|  |               |                                             | C2                                        | Chan Peng Soon (MAS) Goh Liu Ying (MAS) | 14            | 12                                        |                                         |             |             |             |             |             |            |  |       |                                           |       |       |       |       |       |
|  | C2            | Chan Peng Soon (MAS) Goh Liu Ying (MAS)     | 21                                        | 21                                      |               |                                           |                                         |             |             |             |             |             |            |  |       |                                           |       |       |       |       |       |
|  | B1            | Robert Mateusiak (POL) Nadieżda Zięba (POL) | 17                                        | 10                                      |               |                                           |                                         |             |             |             |             |             |            |  |       |                                           |       |       |       |       |       |
|  | B1            | Robert Mateusiak (POL) Nadieżda Zięba (POL) | 17                                        | 10                                      |               | C2                                        | Chan Peng Soon (MAS) Goh Liu Ying (MAS) | 21          | 21          |             |             |             |            |  |       |                                           |       |       |       |       |       |
|  |               |                                             |                                           |                                         |               | C2                                        | Chan Peng Soon (MAS) Goh Liu Ying (MAS) | 21          | 21          |             |             |             |            |  |       |                                           |       |       |       |       |       |
|  |               | B2                                          | Xu Chen (CHN) Ma Jin (CHN)                | 12                                      | 19            |                                           |                                         |             | Bronsmatch  | Bronsmatch  | Bronsmatch  | Bronsmatch  | Bronsmatch |  |       |                                           |       |       |       |       |       |
|  | B2            | B2                                          | Xu Chen (CHN) Ma Jin (CHN)                | 12                                      | 19            | Xu Chen (CHN) Ma Jin (CHN)                | 21                                      | 21          | Bronsmatch  | Bronsmatch  | Bronsmatch  | Bronsmatch  | Bronsmatch |  |       |                                           |       |       |       |       |       |
|  | B2            |                                             |                                           |                                         |               | Xu Chen (CHN) Ma Jin (CHN)                | 21                                      | 21          |             |             |             |             |            |  |       |                                           |       |       |       |       |       |
|  | D1            | Ko Sung-hyun (KOR) Kim Ha-na (KOR)          | 17                                        | 18                                      |               |                                           |                                         |             |             |             |             |             |            |  | A1    | Zhang Nan (CHN) Zhao Yunlei (CHN)         | 21    | 21    |       |       |       |
|  |               |                                             |                                           |                                         |               |                                           |                                         |             |             |             |             |             |            |  | B2    | Xu Chen (CHN) Ma Jin (CHN)                | 7     | 11    |       |       |       |